# 안성기
안성기(1952년 1월 1일 ~ )는 대한민국의 배우이다.

## 생애
1957년에 영화 《황혼열차》로 첫 데뷔하여 아역 영화배우 활동하였다. 한국외국어대학교에서 베트남어를 전공하였다. 베트남 전쟁이 발발하자 참전하여 베트남에 진출하려 했으나 안성기가 소위로 임관하기 전에 베트남 전쟁이 종전되고 만다. 1974년 포병 소위로 임관(학군 12기)하여 군 복무를 이행(예비역 육군 중위 전역)했다. 군 복무 시절 안성기는 사단에서 주관하는 음어 조립, 해독 대회에서 우승을 차지해 사단장 표창을 받았다.
1991년 유니세프의 홍보 대사로 임명되어 대한민국으로 오는 항공편에서 안성기가 출연하는 유니세프 광고가 나오기도 했다. 아역 배우 이래 출연한 영화가 많고 대중에게 친숙해 흔히 국민배우라고 불린다.
아버지는 영화 제작자 故 안화영이고, 친형은 前 KBS 예능 PD인 안인기, 아내는 조각가 오소영, 장남은 화가 안다빈, 차남은 화가 안필립이다. 가수 조용필과 중학교 동창이다.
실미도 촬영 당시 안성기의 거래가 실제로 장교 출신인 점이 인정되어 교육대장 역의 배역을 받았는데 그의 유일한 TV 드라마 출연작이자 마지막 출연작이며 10년 후에 2024년 KBS 미니시리즈 <맨발의 미쓰비시 데보네어>로 진우의 아버지인 강신욱 회장 역할을 맡을 예정이다.

## 필모그래피

### 영화
| 연도   | 제목                                            | 역할                                     |
| ------ | ----------------------------------------------- | ---------------------------------------- |
| 1957년 | 《황혼열차》                                    |                                          |
| 1959년 | 《10대의 반항》                                 |                                          |
| 1959년 | 《하녀》                                        | 창순 역                                  |
| 1959년 | 《대지의 어머니》                               |                                          |
| 1959년 | 《지상의 비극》                                 |                                          |
| 1960년 | 《어머님 안심하소서》                           |                                          |
| 1960년 | 《돼지꿈》                                      |                                          |
| 1961년 | 《부라보 청춘》                                 |                                          |
| 1961년 | 《모자초》                                      |                                          |
| 1964년 | 《얄개전》                                      |                                          |
| 1964년 | 《명동 44번지》                                 |                                          |
| 1967년 | 《젊은 느티나무》                               |                                          |
| 1977년 | 《병사와 아가씨들》                             |                                          |
| 1978년 | 《제3공작》                                     |                                          |
| 1979년 | 《야시》                                        |                                          |
| 1979년 | 《우요일》                                      |                                          |
| 1980년 | 《바람 불어 좋은 날》                           | 덕배 역                                  |
| 1981년 | 《난장이가 쏘아올린 작은 공》                   | 영수 역                                  |
| 1981년 | 《만다라》                                      | 법운 역                                  |
| 1981년 | 《어둠의 자식들》                               |                                          |
| 1982년 | 《꼬방동네 사람들》                             |                                          |
| 1982년 | 《타인의 둥지》                                 |                                          |
| 1982년 | 《오염된 자식들》                               |                                          |
| 1983년 | 《적도의 꽃》                                   | M 역                                     |
| 1983년 | 《풀잎처럼 눕다》                               | 문도엽 역                                |
| 1983년 | 《철인들》                                      |                                          |
| 1983년 | 《안개마을》                                    | 깨철이 역                                |
| 1984년 | 《그해 겨울은 따뜻했네》                        | 일환 역                                  |
| 1984년 | 《고래사냥》                                    | 민우 역                                  |
| 1984년 | 《무릎과 무릎 사이》                            | 조빈 역                                  |
| 1985년 | 《고래사냥2》                                   | 민우 역                                  |
| 1985년 | 《어우동》                                      | 갈매 역                                  |
| 1985년 | 《깊고 깊은 그곳에》                            |                                          |
| 1985년 | 《깊고 푸른 밤》                                |                                          |
| 1986년 | 《내시》                                        |                                          |
| 1986년 | 《황진이》                                      | 갖바치 역                                |
| 1986년 | 《이장호의 외인구단》                           | 손병호 역                                |
| 1986년 | 《겨울 나그네》                                 | 김현태 역                                |
| 1987년 | 《달빛 사냥꾼》                                 | 정호 역                                  |
| 1987년 | 《성 리수일뎐》                                 | 리수일 역                                |
| 1987년 | 《기쁜 우리 젊은 날》                           | 영민 역                                  |
| 1987년 | 《안녕하세요 하나님》                           | 병태 역                                  |
| 1988년 | 《칠수와 만수》                                 | 만수 역                                  |
| 1988년 | 《성공시대》                                    | (주)유미사 사원 김판촉 역                |
| 1988년 | 《이장호의 외인구단 2》                         | 특별출연                                 |
| 1988년 | 《개그맨》                                      | 이종세 역                                |
| 1989년 | 《꿈》                                          | 조신 역                                  |
| 1989년 | 《남부군》                                      | 이태 역                                  |
| 1990년 | 《천국의 계단》                                 | 김영균 역                                |
| 1990년 | 《열 아홉의 절망 끝에 부르는 하나의 사랑 노래》 | 재칠 역                                  |
| 1990년 | 《베를린 리포트(Berlin Report)》                | 성민 역                                  |
| 1990년 | 《누가 용의 발톱을 보았는가》                   | 최종수 역                                |
| 1991년 | 《그대 안의 블루》                              | 호석 역                                  |
| 1991년 | 《하얀 전쟁》                                   | 한기주 역                                |
| 1992년 | 《그 섬에 가고 싶다》                           | 김철 역                                  |
| 1992년 | 《투캅스》                                      | 조윤수 형사 역                           |
| 1993년 | 《태백산맥》                                    | 김범우 역                                |
| 1994년 | 《남자는 괴로워》                               | 안성기 역                                |
| 1994년 | 《헤어드레서》                                  | 앙리 박 역                               |
| 1994년 | 《천재 선언》                                   | 이상한 박 역                             |
| 1994년 | 《말미잘》                                      | 최 선장 역                               |
| 1995년 | 《박봉곤 가출 사건》                            | X 역                                     |
| 1995년 | 《축제》                                        | 이준섭 역                                |
| 1995년 | 《영원한 제국》                                 | 조선 정조 역                             |
| 1998년 | 《미술관 옆 동물원》                            | 인공 역                                  |
| 1998년 | 《아름다운 시절》                               | 최씨 역                                  |
| 1998년 | 《퇴마록》                                      | 박 신부 역                               |
| 1998년 | 《생과부 위자료 청구 소송》                     | 명성기 역                                |
| 1998년 | 《이방인》                                      | 김 역                                    |
| 1999년 | 《인정사정 볼 것 없다》                         | 장성민 역                                |
| 2000년 | 《구멍》                                        | 나 역                                    |
| 2000년 | 《킬리만자로》                                  | 번개 역                                  |
| 2000년 | 《진실게임》                                    | 조 검사 역                               |
| 2001년 | 《무사》                                        | 진립 역                                  |
| 2001년 | 《흑수선》                                      | 황석 역                                  |
| 2002년 | 《피아노 치는 대통령》                          | 대통령 역                                |
| 2002년 | 《취화선》                                      | 김병문 역                                |
| 2003년 | 《실미도》                                      | 최재현 준위 역                           |
| 2004년 | 《아라한 장풍 대작전》                          | 자운 역                                  |
| 2005년 | 《형사 Duelist》                                | 안포교 역                                |
| 2006년 | 《양아치어조》                                  | 나레이션                                 |
| 2006년 | 《한반도》                                      | 대한민국 대통령 역                       |
| 2006년 | 《라디오 스타》                                 | 박민수 역                                |
| 2007년 | 《묵공》                                        | 전국 시대 조국의 대장군 항엄중/巷淹中 역 |
| 2007년 | 《화려한 휴가》                                 | 박흥수 역                                |
| 2008년 | 《마이 뉴 파트너》                              | 강민호 역                                |
| 2008년 | 《신기전》                                      | 세종 역                                  |
| 2010년 | 《페어 러브》                                   | 형만 역                                  |
| 2011년 | 《7광구》                                       | 이정만 역                                |
| 2012년 | 《페이스 메이커》                               | 박성일 역                                |
| 2012년 | 《부러진 화살》                                 | 김경호 역                                |
| 2012년 | 《슈퍼스타》                                    | {특별출연}                               |
| 2012년 | 《타워》                                        | 센터장 역                                |
| 2013년 | 《주리》                                        | 성기 역                                  |
| 2013년 | 《배우는 배우다》                               | 전주영화제 VIP 역(특별출연)              |
| 2013년 | 《톱스타》                                      | 김경민 역(특별출연)                      |
| 2014년 | 《찌라시: 위험한 소문》                         | 남정인 의원 역(특별출연)                 |
| 2014년 | 《신의 한수》                                   | 주님 역                                  |
| 2015년 | 《제7기사단》                                   | 어거스트 역                              |
| 2015년 | 《화장》                                        | 오 상무 역                               |
| 2015년 | 《필름시대사랑》                                | 할아버지 역                              |
| 2015년 | 《트로트》                                      |                                          |
| 2016년 | 《사냥》                                        | 문기성 역                                |
| 2017년 | 《청춘 합창단 - 또 하나의 꿈》                  | 내레이션                                 |
| 2018년 | 《매미소리》                                    | 덕배 역                                  |
| 2018년 | 《인간의 시간》                                 |                                          |
| 2019년 | 《사자》                                        | 안 신부 역                               |
| 2020년 | 《종이꽃》                                      | 윤성길 역                                |
| 2021년 | 《아들의 이름으로》                             | 오채근 역                                |
| 2022년 | 《카시오페아》                                  | 인우 역                                  |
| 2022년 | 《한산: 용의 출현》                             | 어영담 역                                |
| 2022년 | 《탄생》                                        | 유진길 역                                |

### 드라마
| 연도 | 방송 | 제목                        | 역할                        | 비고           |
| ---- | ---- | --------------------------- | --------------------------- | -------------- |
| 1978 | TBC  | TBC 토요주간단막극장 - 홍루 | 안진원                      |                |
| 1988 | KBS1 | 조선백자 마리아상           | 중국인 천주교 사제 역       | 특별출연       |
| 2015 | tvN  | 응답하라 1988               | 본인                        | 17화, 특별출연 |
| 2025 | KBS2 | 맨발의 미쓰비시 데보네어    | 진우의 아버지인 강신욱 회장 | 1회, 118회     |

### 기타 작품
- 제2회 유니세프 국제어린이음악제 한국예선 (1992년)
- 이루 정규앨범 2집 : LEVEL II `까만안경` M/V (2006년)
- MBC 스페셜 《북극의 눈물》대전MBC·청주MBC·포항MBC·제주MBC·울산MBC·부산MBC 등 E채널 ... 내레이션 (2008년)
- EBS 다큐 프라임 《학교란 무엇인가》 ... 내레이션 (2010년)

## 광고
- 동서식품 그랜디, 맥스웰상카, 맥스웰하우스, 프리마, 맥심 아라비카100, 맥심 아이스커피, 맥심 커피선물세트, 맥심 한잔 어때요?(라디오) (1984년 ~ )
- 삼성전자 기업PR (1995년 ~ 1996년)
- 삼성전자 삼성 문단속 냉장고 "독립만세" (1996년)
- 삼성전자 애니콜 디지털 (1996년 ~ 1997년)
- 삼성전자 삼성TV 명품완전평면 (1999년)
- 삼성전자 삼성DVD VIDEO 플레이어 콤보 (2002년)
- 대중교통이용캠페인 (2003년)
- 다음 (2004년)
- 롯데캐슬 (2004년)
- kt K-머스, 대한민국 이동통신 KTF, 00345, Have A Good Time KTF, 모티켓 캠페인 (2001년 ~ 2005년)
- 신한은행 (2005년 ~ 2007년)
- LG전자 CYON 와인S, 와인3 (2008년 ~ 2009년)
- 닌텐도DS 두뇌트레이닝, 닌텐도DS 매일매일 더욱더 두뇌트레이닝 (2008년)
- 삼성금융공동 (2011년)
- 삼성증권 POP 골든에그 어카운트 (2011년)
- 현대중공업 (2012년)
- 유니세프
- 굿 다운로더 캠페인
- 르노코리아자동차 SM5 (2008년)
- 르노코리아자동차 SM7 (2013년)
- KGC인삼공사 정관장 (2014년 ~ 2020년)
- 하나은행 (2016년 ~ 2017년)
- 중소벤처기업부 (2020 ~)

## 수상 및 후보
| 연도 | 시상식                          | 부문                             | 작품                              | 결과 |
| ---- | ------------------------------- | -------------------------------- | --------------------------------- | ---- |
| 1959 | 제4회 샌프란시스코영화제        | 소년특별연기상                   | 빈칸                              | 수상 |
| 1960 | 우수국산영화상(현 대종상)       | 소년연기상                       | 하녀                              | 수상 |
| 1980 | 제19회 대종상                   | 신인남우상                       | 바람 불어 좋은 날                 | 수상 |
| 1982 | 제21회 대종상                   | 남우주연상                       | 철인들                            | 수상 |
| 1982 | 제18회 백상예술대상             | 영화부문 남자 최우수연기상       | 만다라                            | 수상 |
| 1983 | 제3회 한국영화평론가협회상      | 남우주연상                       | 오염된 자식들                     | 수상 |
| 1983 | 제19회 백상예술대상             | 영화부문 남자 최우수연기상       | 안개마을                          | 수상 |
| 1983 | 제22회 대종상                   | 남우주연상                       | 안개마을                          | 수상 |
| 1984 | 제4회 한국영화평론가협회상      | 남우주연상                       | 안개마을                          | 수상 |
| 1984 | 제20회 백상예술대상             | 영화부문 남자 최우수연기상       | 고래사냥, 적도의 꽃               | 수상 |
| 1985 | 제21회 백상예술대상             | 영화부문 남자 최우수연기상       | 깊고 푸른 밤                      | 수상 |
| 1985 | 제24회 대종상                   | 남우주연상                       | 깊고 푸른 밤                      | 수상 |
| 1986 | 제22회 백상예술대상             | 영화부문 인기상                  | 빈칸                              | 수상 |
| 1987 | 제32회 아시아태평양영화제       | 남우주연상                       | 기쁜 우리 젊은 날                 | 수상 |
| 1989 | 제25회 백상예술대상             | 영화부문 남자 최우수연기상       | 성공시대                          | 수상 |
| 1990 | 제14회 황금촬영상               | 인기남우상                       | 남부군                            | 수상 |
| 1990 | 제11회 청룡영화상               | 인기스타상                       | 남부군                            | 수상 |
| 1990 | 제11회 청룡영화상               | 남우주연상                       | 남부군                            | 수상 |
| 1990 | 제1회 이천춘사대상영화제        | 남우주연상                       | 남부군                            | 수상 |
| 1991 | 제27회 백상예술대상             | 영화부문 남자 최우수연기상       | 누가 용의 발톱을 보았는가         | 수상 |
| 1991 | 제29회 대종상                   | 남자 인기상                      | 누가 용의 발톱을 보았는가         | 수상 |
| 1991 | 제29회 대종상                   | 남우주연상                       | 남부군, 누가 용의 발톱을 보았는가 | 후보 |
| 1991 | 제12회 청룡영화상               | 남우주연상                       | 누가 용의 발톱을 보았는가         | 후보 |
| 1992 | 제38회 아시아태평양영화제       | 남우주연상                       | 하얀 전쟁                         | 수상 |
| 1992 | 제13회 청룡영화상               | 인기스타상                       | 하얀 전쟁                         | 수상 |
| 1992 | 제13회 청룡영화상               | 남우주연상                       | 하얀 전쟁                         | 후보 |
| 1993 | 제29회 백상예술대상             | 영화부문 남자 최우수연기상       | 하얀 전쟁                         | 후보 |
| 1993 | 제31회 대종상                   | 남자 인기상                      | 하얀 전쟁                         | 수상 |
| 1993 | 제31회 대종상                   | 남우주연상                       | 하얀 전쟁                         | 후보 |
| 1993 | 제14회 청룡영화상               | 남우주연상                       | 그대 안의 블루                    | 후보 |
| 1994 | 제32회 대종상                   | 남우주연상 (박중훈과 공동 수상)  | 투캅스                            | 수상 |
| 1994 | 제32회 대종상                   | 남자 인기상 (박중훈과 공동 수상) | 투캅스                            | 수상 |
| 1994 | 제32회 대종상                   | 사회공헌상                       | 투캅스                            | 수상 |
| 1994 | 제30회 백상예술대상             | 영화부문 남자 최우수연기상       | 투캅스                            | 수상 |
| 1994 | 제30회 백상예술대상             | 영화부문 대상                    | 투캅스                            | 수상 |
| 1994 | 제14회 한국영화평론가협회상     | 남우주연상                       | 투캅스                            | 수상 |
| 1994 | 제15회 청룡영화상               | 남우주연상                       | 투캅스                            | 후보 |
| 1995 | 제31회 백상예술대상             | 영화부문 남자 최우수연기상       | 영원한 제국                       | 후보 |
| 1995 | 제33회 대종상                   | 남자 인기상                      | 영원한 제국                       | 수상 |
| 1995 | 제33회 대종상                   | 남우주연상                       | 영원한 제국                       | 후보 |
| 1995 | 제15회 한국영화평론가협회상     | 남우주연상                       | 영원한 제국                       | 수상 |
| 1995 | 제16회 청룡영화상               | 남우주연상                       | 헤어드레서                        | 후보 |
| 1996 | 제1회 씨네21 영화상             | 올해의 배우상                    | 영원한 제국                       | 수상 |
| 1996 | 제16회 한국영화평론가협회상     | 남우주연상                       | 축제                              | 수상 |
| 1996 | 제17회 청룡영화상               | 남우주연상                       | 박봉곤 가출사건                   | 후보 |
| 1997 | 제2회 씨네21 영화상             | 올해의 배우상                    | 축제                              | 수상 |
| 1997 | 제33회 백상예술대상             | 영화부문 남자 최우수연기상       | 축제                              | 후보 |
| 1998 | 제19회 청룡영화상               | 남우주연상                       | 생과부 위자료 청구 소송           | 후보 |
| 1999 | 제2회 디렉터스 컷 시상식        | 올해의 영화인상                  | 빈칸                              | 수상 |
| 2000 | 제37회 대종상                   | 남우주연상                       | 진실게임                          | 후보 |
| 2001 | 제22회 청룡영화상               | 남우조연상                       | 무사                              | 수상 |
| 2004 | 제12회 이천춘사대상영화제       | 올해의 공로상                    | 빈칸                              | 수상 |
| 2005 | 제5회 대한민국청소년영화제      | 원로배우부문 인기영화인상        | 빈칸                              | 수상 |
| 2005 | 문화관광부                      | 보관문화훈장                     | 빈칸                              | 수상 |
| 2005 | 제26회 청룡영화상               | 남우조연상                       | 형사 Duelist                      | 후보 |
| 2006 | 제43회 대종상                   | 남우조연상                       | 형사 Duelist                      | 후보 |
| 2006 | 제43회 대종상                   | 데뷔 50주년 기념상               | 빈칸                              | 수상 |
| 2006 | 제14회 이천춘사대상영화제       | 남우주연상                       | 한반도                            | 후보 |
| 2006 | 제6회 대한민국청소년영화제      | 원로배우부문 인기영화인상        | 빈칸                              | 수상 |
| 2006 | 제4회 타워상                    | 대중예술부문                     | 빈칸                              | 수상 |
| 2006 | 제27회 청룡영화상               | 남우주연상 (박중훈과 공동 수상)  | 라디오 스타                       | 수상 |
| 2006 | 제26회 한국영화평론가협회상     | 남우주연상                       | 라디오 스타                       | 수상 |
| 2007 | 제30회 황금촬영상               | 심사위원특별상                   | 라디오 스타                       | 수상 |
| 2007 | 제44회 대종상                   | 남우주연상                       | 라디오 스타                       | 수상 |
| 2007 | 제6회 한국예술발전상            | 영화부문                         | 빈칸                              | 수상 |
| 2008 | 제13회 닛케이 아시아상          | 문화부문                         | 빈칸                              | 수상 |
| 2008 | 제16회 이천춘사대상영화제       | 남우주연상                       | 마이 뉴 파트너                    | 후보 |
| 2011 | 한국스카우트연맹                | 전국리더스게더링 무궁화금장      | 빈칸                              | 수상 |
| 2011 | 제6회 페르노리카 코리아         | 로얄살루트 마크 오브 리스펙트    | 빈칸                              | 수상 |
| 2011 | 제33회 황금촬영상               | 공로상                           | 빈칸                              | 수상 |
| 2011 | 환경재단                        | 9주년 후원의밤 그린산타상        | 빈칸                              | 수상 |
| 2012 | 제48회 백상예술대상             | 영화부문 남자 최우수연기상       | 부러진 화살                       | 수상 |
| 2012 | 제21회 부일영화상               | 남우주연상                       | 부러진 화살                       | 후보 |
| 2012 | 제49회 대종상                   | 남우주연상                       | 부러진 화살                       | 후보 |
| 2012 | 제32회 한국영화평론가협회상     | 남우주연상                       | 부러진 화살                       | 수상 |
| 2012 | 제33회 청룡영화상               | 남우주연상                       | 부러진 화살                       | 후보 |
| 2012 | 한국영화배우협회                | 공로상                           | 빈칸                              | 수상 |
| 2012 | 제12회 대한민국청소년영화제     | 원로배우부문 인기영화인상        | 빈칸                              | 수상 |
| 2013 | 제49회 백상예술대상             | 사회공헌상                       | 빈칸                              | 수상 |
| 2013 | 제4회 대한민국 대중문화예술상   | 은관문화훈장                     | 빈칸                              | 수상 |
| 2014 | 제4회 협성사회공헌상            | 교육문화 부문                    | 빈칸                              | 수상 |
| 2015 | 제4회 스타의밤 대한민국톱스타상 | 공로상                           | 빈칸                              | 수상 |
| 2015 | 제35회 한국영화평론가협회상     | 특별감사패                       | 빈칸                              | 수상 |
| 2015 | 제51회 백상예술대상             | 영화부문 남자 최우수연기상       | 화장                              | 후보 |
| 2015 | 제35회 황금촬영상               | 인기남우상                       | 화장                              | 수상 |
| 2015 | 제24회 부일영화상               | 남우주연상                       | 화장                              | 후보 |
| 2016 | 제21회 춘사영화상               | 남우주연상                       | 화장                              | 후보 |
| 2019 | 제10회 올해의 영화상            | 특별공로상                       | 빈칸                              | 수상 |
| 2020 | 제53회 휴스턴국제영화제         | 남우주연상                       | 종이꽃                            | 수상 |
| 2021 | 제29회 대한민국 문화연예대상    | 영화부문 대상                    | 아들의 이름으로                   | 수상 |
| 2021 | 시카고 인디영화제               | 남우주연상                       | 아들의 이름으로                   | 수상 |
| 2022 | 제42회 한국영화평론가협회상     | 공로영화인상                     | 빈칸                              | 수상 |
| 2022 | 제58회 대종상                   | 공로상                           | 빈칸                              | 수상 |
| 2023 | 제10회 들꽃영화상               | 공로상                           | 빈칸                              | 수상 |
| 2023 | 제43회 황금촬영상               | 배우부문 공로상                  | 빈칸                              | 수상 |

## 서훈
- 2005년 보관문화훈장(3등급)
- 2013년 은관문화훈장(2등급)